# Ancretiéville-Saint-Victor

Ancretiéville-Saint-Victor este o comună în departamentul Seine-Maritime, Franța. În 1 ianuarie 2022 avea o populație de 374 de locuitori.